# 永浜宇平
永浜 宇平（ながはま うへい、1880年（明治13年）9月26日 - 1941年（昭和16年）6月12日）は、大正時代から昭和期にかけて京都府北部の丹後地方で活躍した日本の郷土史家。
農業のかたわら、生涯を郷土史研究に捧げ、地方史家としては超人的とも評される13,000頁にも及ぶ郡町村誌や研究論文を残し、丹後地方の郷土研究に多大な足跡を残した。

## 生涯

### 幼少年期の宇平と絵画

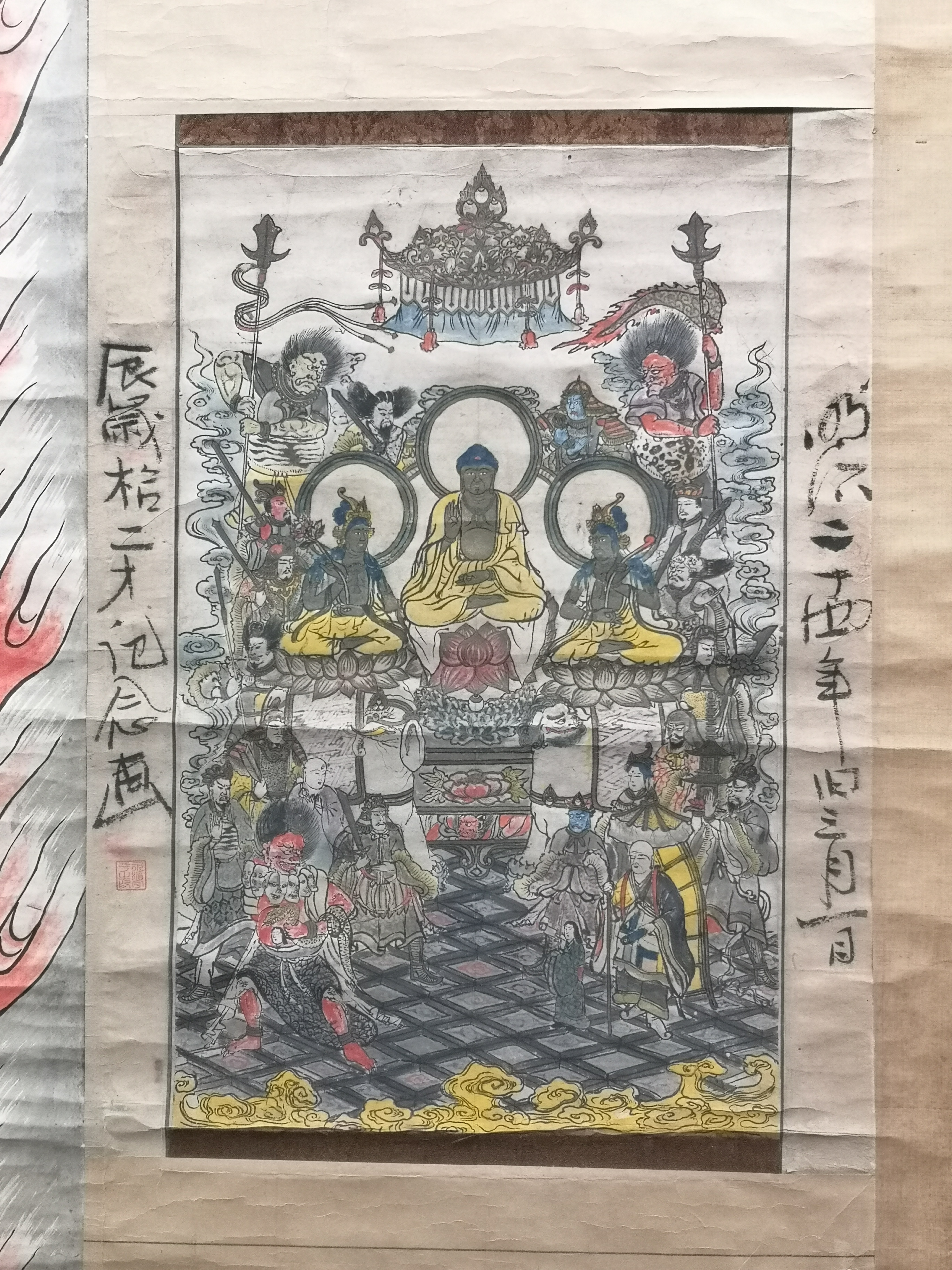
12歳の頃に描いた「十六善神像」

京都府中郡三重村字三重（現・京都府京丹後市大宮町三重）の農家に生まれ育った。父・甚右衛門、母・もとの次男として生を受け、幼名は「光蔵（みつぞう）」といい、12～15歳の頃から「宇平」と名乗った。兄・吉蔵が日清戦争で没した為、家督を継いだ。
幼い頃から学問に親しみ、紙1枚与えられれば文字や絵を書いて一人遊びをしている、手がかからない子供であったという。とくに幼少期は絵を嗜み、地元の万歳寺や母の生家がある周枳村の周徳寺でみた仏画に感銘を受けて仏を描いたが、12歳の頃の1891年（明治24年）に描いた「紙本著色十六善神像」を年長者に侮辱されたことから、以後は長い期間、仏画を描くことを自らに禁じた。
1891年（明治24年）に設立された日本青年絵画共進会（顧問は富岡鉄斎）が1892年（明治25年）に発刊した『御代の花』巻の壱には、「青年絵画共進会本部日本画 永浜宇平」の朱書きがあり、少年期の宇平が絵を学んだ痕跡が残されている。小学校卒業後に描いた「大江山鬼賊退治（1986年/明治29年）」や、後の1915年（大正4年）～1917年（大正6年）に宇平が中心となって発刊した回覧雑誌『紅潮』にほぼ毎号寄稿した、小学生の頃に描いた水墨画や青年期の鉛筆画のスケッチは、京都府立丹後郷土資料館に現存し、画家としての宇平を物語る資料となっている。また、著作の郷土誌にも多くのスケッチや精密画を残した。

### 独学ののち、井上円了に師事

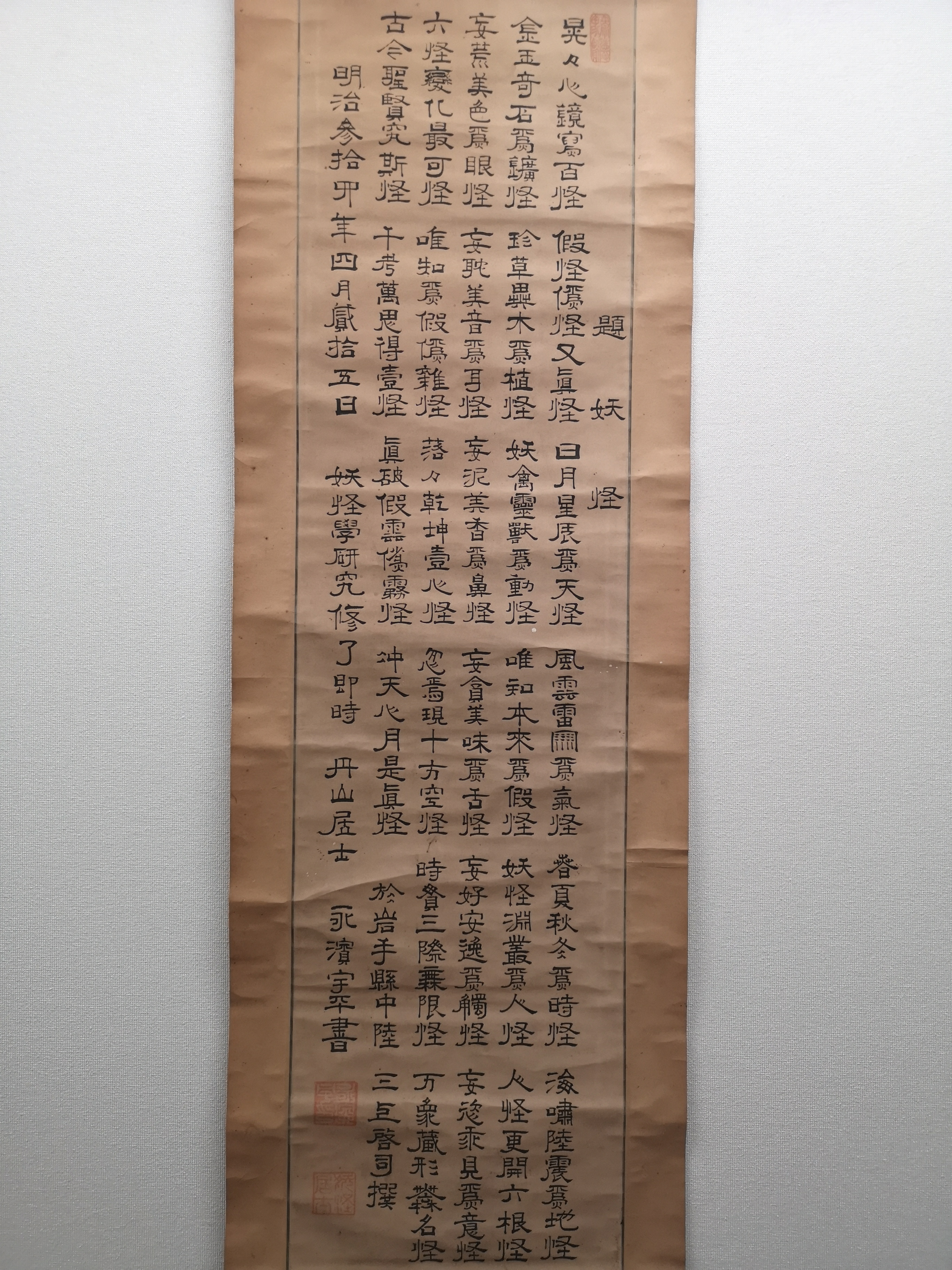
哲学館在学中に筆をとった隷書「題妖怪」

小学校卒業後は、家業である農業の傍ら、夜学や通信教育など、ほぼ独学で研究の基礎を習得した。夜、いつ通りかかっても宇平の家には灯りがついていたので、夜も寝ずに勉強しているものと人々は噂した。数学を修め、のちに地元の数学講習会で講師を務めるほどの知識を得た。書を学んだのもこの頃とみられ、楷書、行書、草書、隷書のテキストや、掛け軸等にも書の作品を残している。代表的な作品に、井上円了のもとで妖怪学を修めた1901年（明治34年）に筆を執った隷書『題妖怪』がある。
宇平をよく知る俳人・郷土史家の小室洗心(1877～1970年)によれば、少年期の宇平は井上円了の著書を余さず愛読し、ついに1900年（明治33年）～1901年（明治34年）頃に上京してその門を叩くと、井上円了のもとに寄宿しながら、円了が創設した哲学館（現・東洋大学）で学んだ。
宇平が井上円了のもとにいた期間は短いが、宇平はその思想に大きな影響を受け、後年多くの原稿に井上円了の文章を引用し、自身について「哲学館宗教学部の出である」と公言して井上円了を生涯の師と仰いだ。一方の井上円了も自身の著作『南船北馬集』の中で「哲学館出身 永浜宇平氏」と宇平について紹介し、丹後に巡講した1916年（大正5年）11月22日には宇平の自宅で休憩を取り、宇平と同人らによる回覧雑誌『紅潮』にも題字を寄稿するなど、師弟の交流は長く続いた。

### 海外渡航を経て、郷里へ
哲学館での遊学を終えて帰郷した宇平は、農業を中心に郷里の発展に心を砕いた。1904年（明治37年）7月26日にはユリの販売状況の視察を目的に横浜港から渡米したが、8月19日にサンフランシスコ到着後に日露戦争の開戦を知ってただちに帰国し、帰国後は陸軍病院船「横浜丸」や、軍船「加賀丸」に乗船して2度にわたり遼東半島に出兵した。この渡航の前後1904年（明治37年）11月11日から、帰国後の1905年（明治38年）1月30日までの出来事をまとめた絵日記『海軍招絵日記』が、京都府立丹後郷土資料館に所蔵されている。
1905年（明治38年）帰国の途についたが、乗船していた汽船が座礁し、宇平は郵便物を救助する決死隊に加わったものの、心臓を傷めて一時大阪の病院に入院することとなる。
1906年（明治39年）前後に郷里の三重村に戻り、長野県から技術者を招いて果樹栽培などを行った。遊園を兼ねた果樹園を墾いて詩的な生活を送り、桃の花見などを催した。1910年（明治43年）4月には4名の協力者とともに農作物の共同経営・共同販売を主目的とした農事共励会を設立し、会長に就任した。
1912年（明治45年）7月から、父・甚右衛門が亡くなり家督・家業を継ぐ必要に迫られた1914年（大正3年）3月までの2年余り、三重村役場で書記を勤めた。この頃、日本全国に7か所あった「三重村」に照会して人口・面積・産業などの統計資料を収集・分析し、地元の三重村が人口・土地面積に比べて生産収入が少ないこと、林野が面積のわりに活用されていないことを指摘し、林野整備事業の必要性に意識を向けるようになったという。宇平は林野問題に村役場退職後も関心を寄せて情報収集を続け、晩年の三重村入会林野裁判では訴訟の先頭に立って全国の事例を比較研究することとなった。

### 郷土史家としての歩み

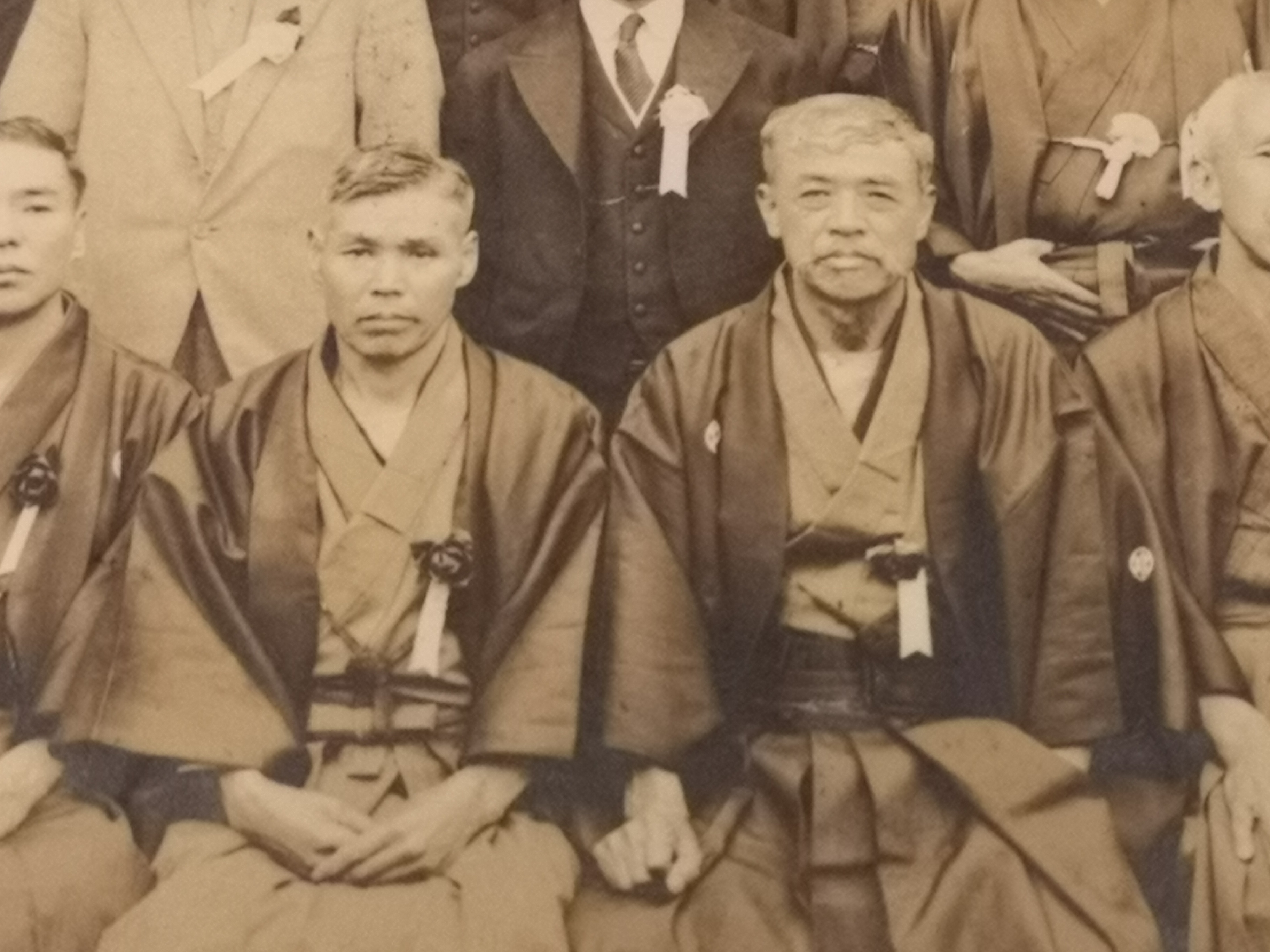
1935年（昭和10年）5月学会記念撮影における中川泉三（右）と永浜宇平(左)

#### 立石之記と村史研究
郷土史家としての永浜宇平は、1912年（明治45年）～1914年（大正3年）の三重村役場書記時代にはじまる。三重村字森本にある1568年（永禄7年）建立の史跡「立石大逆修塔」（後に京丹後市指定史跡）に興味を持ちその碑文を読もうとしたことがそのきっかけで、過去の文献の研究と実地調査の結果をまとめた『立石之記』（1914年3月刊）が、宇平最初の郷土史研究の著書となった。ほとんど摩耗して読むことができない石碑の銘文を、宇平は暗闇のなかで灯にかざす方法で読んでいたため、偶然近くを通りかかった人に妖と誤認されたというエピソードが残る。宇平は「立石之記」について生涯でたびたび再考・研究し、その銘文の内容は論考発表の都度、異なる解釈であった。
自らの郷里である三重村の村誌『三重郷土志』をまとめ始めたのも、村役場に務めたこの頃からであった。30代半ばにさしかかり、若い時分に成功を夢見て上京し、はては海外を転々としながらも成すことなく郷里に戻った己の空想的志望を反省しなにかしら社会に貢献しようと決意したとき、「抑々人として郷土なきもの未だこれ無しと雖も、真に郷土を理解し真に郷土を愛育する者未だ我が郷土にその人あるを聞かず、惟ふに我が郷土に未だ嘗て郷土史無し。」と、郷土研究に着手した理由を書き残している。
役場を退職した後も農業の傍らで史料収集と執筆を続け、およそ10年の歳月をかけて完成させた最初の郡町村誌が『三重郷土志』であった。（後述）

#### 寺社の再興
郷里の村誌編纂のため各地の史料収集を行っていた宇平は、1914年（大正3年）秋に石川神宮寺普門院（現与謝野町石川）の『朝日山記』のなかに、隣村の谷内村の岩屋寺奥の院が本尊とする種字に関わる記述を発見すると、現地調査を行い、荒廃していた寺院から種字を発見して補修を行った。
1915年（大正4年）には『岩屋寺不動尊像並ニ行基菩薩像建立ノ趣意』を著し、寄進を募って翌1916年（大正5年）には石造不動尊像を建立すると、私費を投じて籠堂を建てて岩屋寺を再興した。宇平は、種字を発見した際、本尊出現の光景が目に浮かんだとして、12歳以来自らに禁じていた仏画を再び描いた。この時の作品「紙本著色不動明王像」は、12歳の時に宇平が描いた「十六善神像」とともに岩屋寺に奉納した。
岩屋寺のほかにも、宇平は郷土誌の執筆と並行し、各地で多くの神社の復興に尽力した。母方の周枳村では大宮売神社の府社昇格願や伊勢神宮の古材払い下げに関する史料収集や書類作成、事務調整にも協力した。郷土史執筆の場が与謝郡に移ると、与謝郡の久理陀神社・多由神社、及び、加佐郡の由良神社・三宅神社・鬼嶽稲荷神社などの神社昇格運動や式内社認定運動にも関与した。
当時の郷土史研究の多くが資産家の嗜みのようなものであったのに対し、生活の糧としての農業の傍ら郷土研究を続けた動機について、宇平は自伝『言行三束』のなかで、「その郷土史研究に情熱を燃やした原因として、神社の由緒を明らかにしたいということが本来の骨子であるから、畢竟私の半生を棒に振ったのは神社への奉納であると言ってよい」と述べている。この神社とは、宇平の郷里である三重村の氏神、三重神社（酒戸古神社）のことで、延喜式に「与謝郡三重神社」と比定される。この延喜式の肩書を巡り、三重神社の氏子である宇平の父や祖父ら下三重の住民は、1869年（明治2年）には加悦天満宮の神主が三重神社は金屋村にあると京都神祇官に虚偽を申し立てて争論の末に免職となった事件や、1870年（明治3年）に森本の住民らが延喜式三重神社は三重郷の中心である森本の大屋神社であると言い出し東京神祇官に伺いを立てる大論争となり1874年（明治7年）豊岡県での裁判にまで発展した事件など、相次ぐ延喜式号の争奪訴訟に振り回された。父や祖父らのこうした苦労を、宇平は幼少期からたびたび聞かされて育ち、そのつど「私の歯は鳴り拳は握り固められた」背景がある。宇平は『金剛心院誌』など、社寺の歴史書の編纂も手掛けた。

#### 回覧雑誌「紅潮」の発行と農業争議
岩屋寺再興に携わっていた時期、並行して、宇平が中心となってすすめた活動で特筆されるものに、回覧雑誌『紅潮』の発行がある。1915年（大正4年）8月から毎月10日を発行日として同好の士から原稿を集め、項目ごとに分類しまとめた、1部限りの同人雑誌で、当初は口大野村を発行所としたものの、すぐに宇平の自宅が発行所となった。宇平は『紅潮』の編集発行に中心的に関わるとともに、第2号を除くほぼすべての号に記事や挿絵や書、題字を寄稿した。『紅潮』発行に前後し、宇平は「天江」という雅号を使用するようになっている。
また、この頃、中郡では小作農業者らが奨励米の増額を郡農会へ要望するための中郡連合小作団を結成し、1918年（大正7年）1月に解団するまで、宇平はその小作争議の中心的な立場にも立っていた。そうした自らの振る舞いを、宇平自身は自伝『言行三束』のなかで「貧乏への道」と自嘲するものの、宇平が生涯を通じて身近な弱者の立場に立っていたことを示唆するできごとのひとつとされる。『紅潮』では小作団争議の動きはおくびにも出さず、幼少期から描きためた絵画や、井上円了のもとで学んだ内容、村誌編纂のために収集した史料や原稿の紹介を行った。

### 郷土誌の執筆

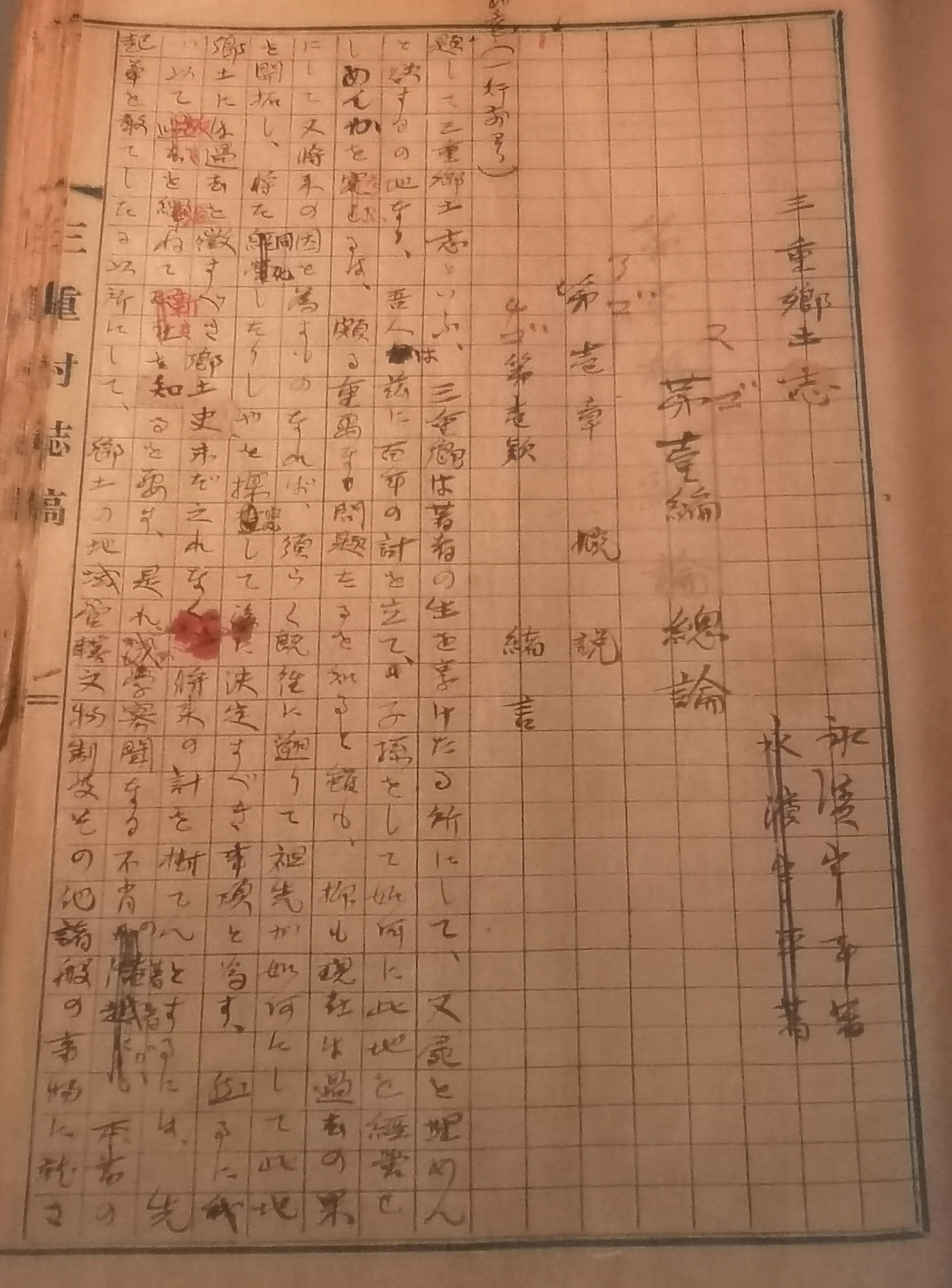
『三重郷土志』直筆原稿

1922年（大正11年）5月、およそ10年の歳月を費やした『三重郷土志』をついに発刊する。当初は『三重村誌』と題して本の後半部分から書き始め、最後に総論をまとめたこの村史は、本文1,150ページ・全5編に及ぶ大作で、ほとんどすべてを毛筆で著した直筆原稿の厚みは10.5センチメートルあった。刊行にあたっては「三重郷土志刊行会」が組織された。『三重郷土志』の刊行は、その後の宇平の郷土史家としての方向性を決定づけるとともに、その後立て続けに執筆することとなった郡町村誌の基礎となった。
『三重郷土志』刊行を受けて、当時の与謝郡長・山本三省が、宇平に『与謝郡誌』の編纂への協力を依頼する。これを受けて、宇平はその後数年のうちに、『与謝郡誌』に続いて与謝郡の宮津村、石川村、養老村、加悦町、吉津村、岩屋村といった町村誌の編纂に編纂主任として関与し、与謝郡を中心に10冊の郷土誌を次々と刊行、数多くの論文を残してゆくこととなった。郡町村誌の編纂にあたっては、関係の町村役所内に編さん室が用意され、宇平はそこを拠点に史料収集や原稿の執筆を行った。また、原稿の校閲や校訂を依頼されるようにもなり、鉄道開通記念として吉津村が発刊した『須津誌』の校正や、小池松治著の『文政年間丹後大騒動』（大正13年刊）の校訂を手掛けた。
1924年（大正13年）12月から1925年（大正14年）1月にかけては、橋立新聞に「天橋立の研究」に連載。さらに1929年（昭和4年）から1930年（昭和5年）にかけて智恩寺の資料調査の成果を加えた『天橋立』を1930年（昭和5年）に刊行した。天橋立に関してはさらに1931年（昭和6年）、地元の天橋立保勝会や遊覧協会の要望などを受け、図版や案内記を追加した改訂版を刊行した。
こうした郷土史の執筆にあたり、宇平は各地に点在していた古文書や地誌類を収集して、基礎資料とした。この史料収集に関わり、1924年（大正13年）『与謝郡誌』編纂の時期から1925年（大正14年）『石川村誌』編纂の頃までは、1924年（大正13年）9月に三重村役場書記となった小関梅治が、宇平の助手を務めた。小関は宇平より18歳年少で、1915年（大正4年）から1917年（大正6年）にかけては回覧雑誌『紅潮』の同人であった。小関は宇平への尊敬からその仕事を手伝ったものとみられ、経済的にはなんら保障のない個人的な助手であったという。小関は『丹哥府志』や『丹後旧事記』などの写しを作成し、後年に宇平が橋本信治郎や小室洗心とともに発刊した『丹後史料叢書』1～5輯には、小関の収集した史料や筆写が多く採用された。さらにこれに収まらなかった史料は『丹後郷土史料集』第1～2輯（編者・木下幸吉、校訂・永浜宇平）として昭和10年代に刊行されたが、その原稿の大半が小関の写したものであった。

### 丹後地震誌の編纂
1927年（昭和2年)3月7日に発生した北丹後地震で自宅で被災したことをきっかけに、宇平は3月15日に東北帝国大学（現・東北大学）の田中館秀三と出会い、これ以降、地震史を調べ始める。翌日16日には橋立印刷に掲載する「惨禍に直面して」の原稿を執筆し、斎藤報恩会学術研究時報第10号には田中館を介して宇平の執筆した「丹後地方地震の歴史」が掲載された。6月には橋立新聞に「震災余韻」の連載を始めるとともに、6月15日付で各町役場に「震災被害状況調査ノ件依頼」を送り、震災被害の情報収集を行った。
震災発生から1年後の1928年（昭和3年）年の3月には、宇平は『丹後地震誌』の原稿約600枚を完成させ、丹後地震誌刊行会から発刊する段取りをつけた。『与謝郡誌』以降、宇平が編纂に関わった郡町村誌の印刷は、大半を岐阜刑務所作業部に発注しており、宇平は打ち合わせのために何度も岐阜へ足を運んでいた。『丹後地震誌』も岐阜で印刷するため納品されていたが、4月に一部手直しのために原稿を戻し、再納品する途上の京都駅で、これが盗難に遭い、600枚のうち前紀部分を除く約400枚が失われてしまう。そのため、本紀と後紀はすべて書き直すこととなった。
宇平はこの『丹後地震誌』を1928年（昭和3年）12月に再稿し、校正刷が刷り上がった段階で、田中館をはじめ当時著名であった地震学者へ送付した。この校正刷を受けて、田中館秀三ほか東京帝国大学（現・東北大学）の小藤文次郎や今村明恒、中央気象台技師の国富信一、京都帝国大学（現・京都大学）の田中元之進らが資料提供し、『丹後地震誌』の銅板刷には彼らの書簡や序文が掲載された。
当時、著作の刊行には、軍部の検閲を受ける必要があった。『丹後地震誌』では「土地変動図」と「住宅比率図」の2枚の図面が検閲対象とされ、「土地変動図」については2度の検閲が行われた。こうした条件をクリアし『丹後地震誌』が刊行されたのは、1929年（昭和4年）秋以降となった。
永浜宇平による震災関係の著作はこの他、三重村村長を介して京都府内務部に依頼された『京都府震災林地復旧誌』、『丹後震災林地復旧誌』や、『史跡と美術』第2輯に5回連載した「日本地震史講和」（昭和6年10月～昭和7年5月）、『郷土の美術』に掲載した「昭和二年の北丹後地震に就て」（昭和15年3月）がある。

### 入会山林裁判と研究活動

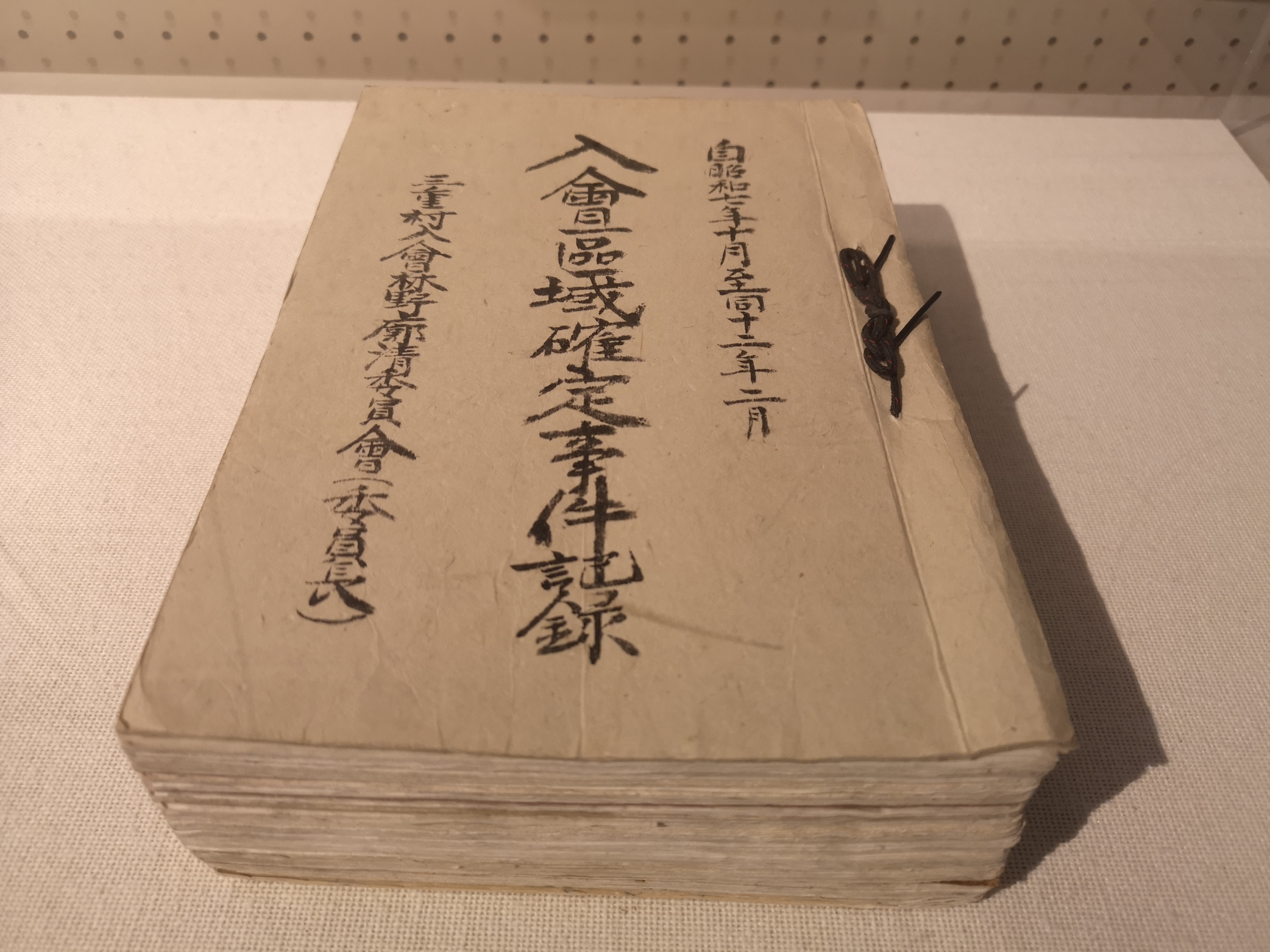
事件と裁判の経緯をまとめた宇平の記録

『岩屋村誌』の編纂も終盤に近付いていた1932年（昭和7年）10月、宇平の地元である三重村字三重は、隣接する与謝郡山田村上山田・山田村下山田・岩滝町弓木との間で、入会山の境界を巡って争いとなった。きっかけは、三重神社の所有林が盗伐されたことによる。与謝郡の各村は芝草を刈ることができる野山を持たなかったため、村境を越えて三重村側で出稼ぎすることが多くあり、かねてより三重村との間に諍いが生じていた。明治16年6月4日には、与謝郡側から三重村に対し義務米として玄米10俵が贈られるなどの取り決めが行われたこともあった。この昭和期の入会山林問題もまた、村をあげての刑事訴訟と民事訴訟に発展した。
この一連の裁判に、宇平は終始三重村を代表する委員長として、裁判の先陣に立つこととなった。刑事・民事共に控訴審まで争われ、審議の場を京都や大阪へと移した。裁判は、1936年（昭和11年）6月以降は裁判所が和解勧告を行い、同年12月19日に和解調書調印・刑事訴訟取り下げ、入会山林の境界画定が行われ、翌1937年（昭和12年）1月に終着した。
宇平が裁判を進めていた時期、丹後半島では、竹野郡木津村木津（現・京丹後市網野町木津）と熊野郡田村三分（現・京丹後市久美浜町三分）
も入会山林裁判を行っていた。宇平は裁判を始める際や和解勧告を受けた際には木津村に出向いて対応を調査し、これをきっかけに、当時の木津村役場で書記として裁判に対応していた知人・井上正一とともに入会山林に関わる事例収集や学術的な研究事例の収集を進めることとなる。宇平らは京都帝国大学の堀江保蔵や上田藤十郎や農林水産省の五島藤光ら人脈を駆使して収集した資料を基礎に裁判と研究を並行して進め、『入会権二関スル諸家学説抄録』や『入会関係解決類例集』を木津村役場から刊行するはこびとなった。井上はその後『丹後の民謡』や『丹後網野の方言』などの研究で知られる郷土史家となった。

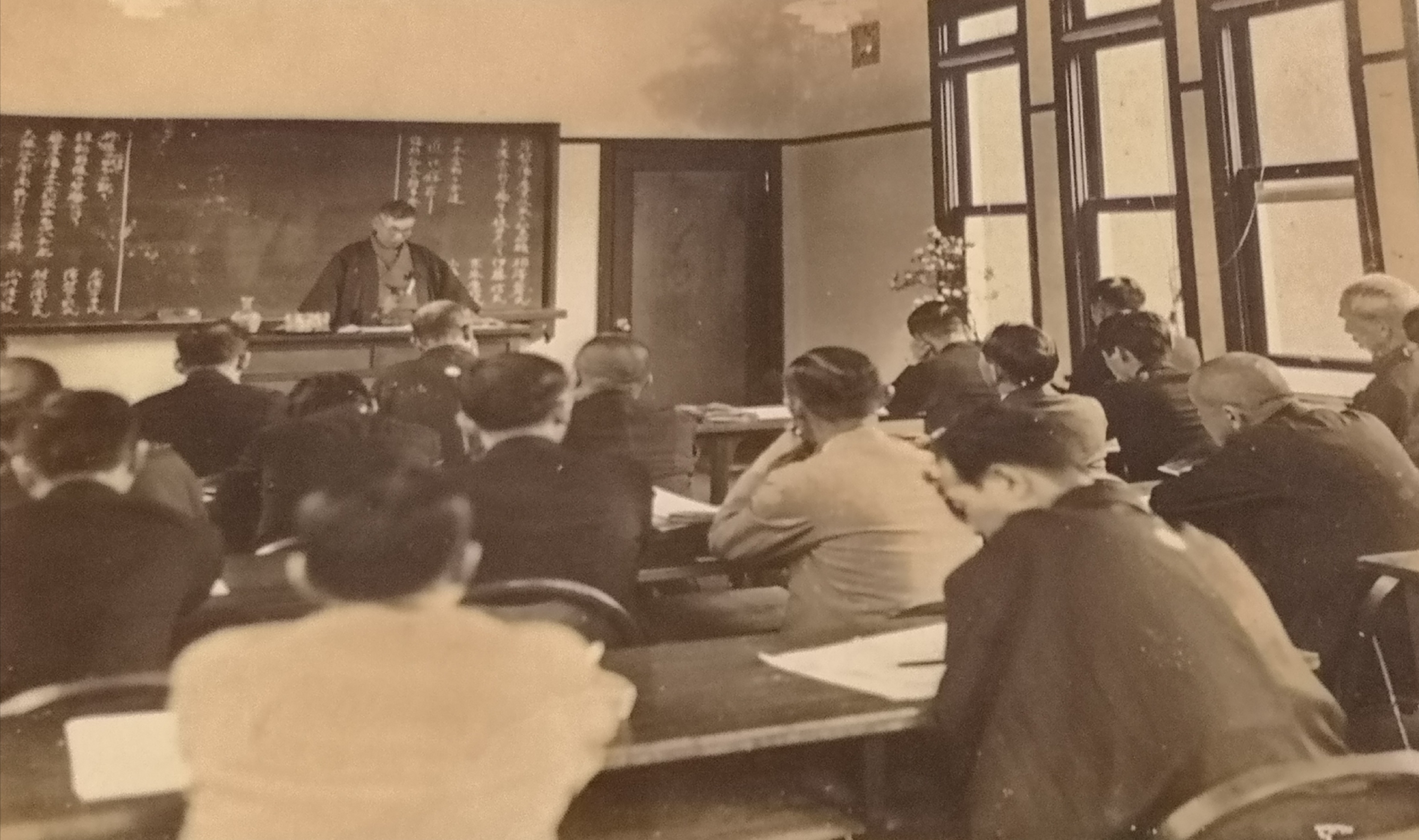
日本経済史研究所三周年記念大会で講演を行う永浜宇平(1935年)

4年以上の歳月を要した三重村の入会山林裁判の間、宇平は裁判に日程をあわせて各地の郷土史家らとも交遊を持ち、1935年（昭和10年）5月11.12日には日本経済史研究所3周年記念大会に招かれ、地方史家談話会で研究報告を行った。裁判の真っ最中で、宇平はこの翌日には大阪で弁護士と協議するなどしているが、2日間の記念大会では滋賀県坂田郡の中川泉三や岐阜県大垣市の伊藤信ら各地の名立たる郷土史家らと交友を深めた。また、1936年（昭和11年）10月24日には、大阪商科大学で開催された社会経済史学会第6回大会にも出席した。

### 晩年
1932年（昭和7年）、自伝『言行三束』を発刊する。このなかで宇平は与謝郡桑飼村から村誌編纂の相談を受けたことに触れているが、宇平が桑飼村誌の編纂に着手した形跡は残されていない。
1933年（昭和8年）、三重小学校創立60周年を記念し三重村は宇平を表彰した。この年、宇平は刊行物としては最後の町村誌となる『岩屋村誌』を刊行し、『日置村誌』の編纂に着手する。しかし、こののち宇平が手掛けた郡町村史『日置村誌』『峰山町誌』『岩滝町誌』は、太平洋戦争に突入したため、いずれもほぼ原稿は書きあげながら未刊のままとなった。
1940年（昭和15年）12月、59名の会員による「多爾波郷土史壇会」を設立する。宮津の清輝楼で郷土史関係者の懇話会を開き、郷土史に関する意見交換や郷土資料館について話し合いを行った。「多爾波郷土史壇会」は『郷土と美術』を準機関誌とし、宇平は宮津部会が主催した「宮津を語る」座談会で講演を行うなどしている。
1941年(昭和16年)6月、永浜宇平は文殊堂に泊まり込んで調べ物をしていた際に倒れ、6月12日に没した。死因は心筋梗塞であったという。戒名は生前のうちに高野山から贈られた「愛郷拓道居子」。墓は郷里・三重村下三重年座の墓地にある。
同時代、丹後から外に出て活躍する人物が多々みられるなか、永浜宇平はその生涯の大半を丹後で過ごした。生涯で30冊以上の著作、50本以上の論文、合計13,000頁にも及ぶ原稿を書き残した、丹後における郷土研究の先覚者であった。
郷土誌の発刊に際し、宇平は刊行した本と直筆原稿とを、その都度、母校の三重小学校に寄贈していた。大宮町は、三重小学校を廃校とする際に宇平から寄贈されたこれら資料の一切を京都府立丹後郷土資料館に託したため、宇平の著作は直筆原稿は多く現存する。また、京丹後市立峰山図書館にも宇平の収集した資料114点が永浜文庫コレクションとして保管しており、宇平が晩年に編纂した『峰山町誌』の直筆原稿やこの執筆のために収集された史料、北丹後地震に関連して宇平自身が描いた地図等が含まれている。

## 主な著作

### 郡町村誌
- 三重郷土誌 – 1922年（大正11年）5月発刊。「礼祀」「史蹟」「制度」「民俗」「総論」の全5編で本文1,150ページからなり、三重村（現・京丹後市大宮町三重・森本・谷内・三坂）の歴史及び地誌をまとめる。
- 与謝郡誌 – 1924年（大正13年）1月。上下2巻。
- 丹後宮津志（宮津町誌） – 1926年（大正15年）5月。952頁。
- 石川村誌 – 1926年（大正15年）10月。630頁。
- 養老村誌 – 1928年（昭和3年）9月。716頁。
- 吉津村誌 – 1930年（昭和5年）10月。960頁。
- 難波野郷土誌 – 1931年（昭和6年）11月。328頁。
- 加悦町誌 – 1931年（昭和6年）11月。700頁余。
- 岩屋村誌 – 1933年（昭和8年）1月。

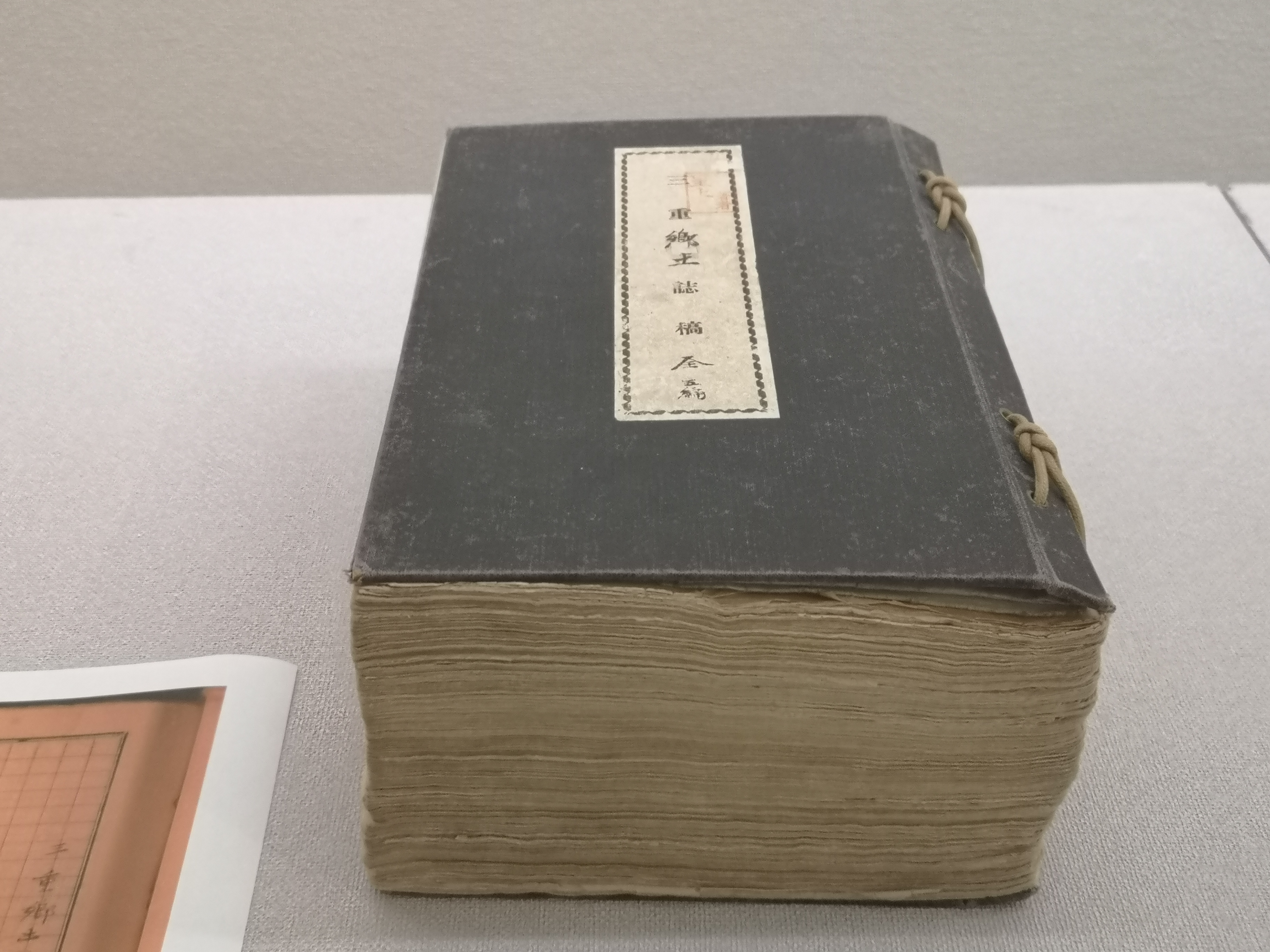
三重郷土誌（1922年）
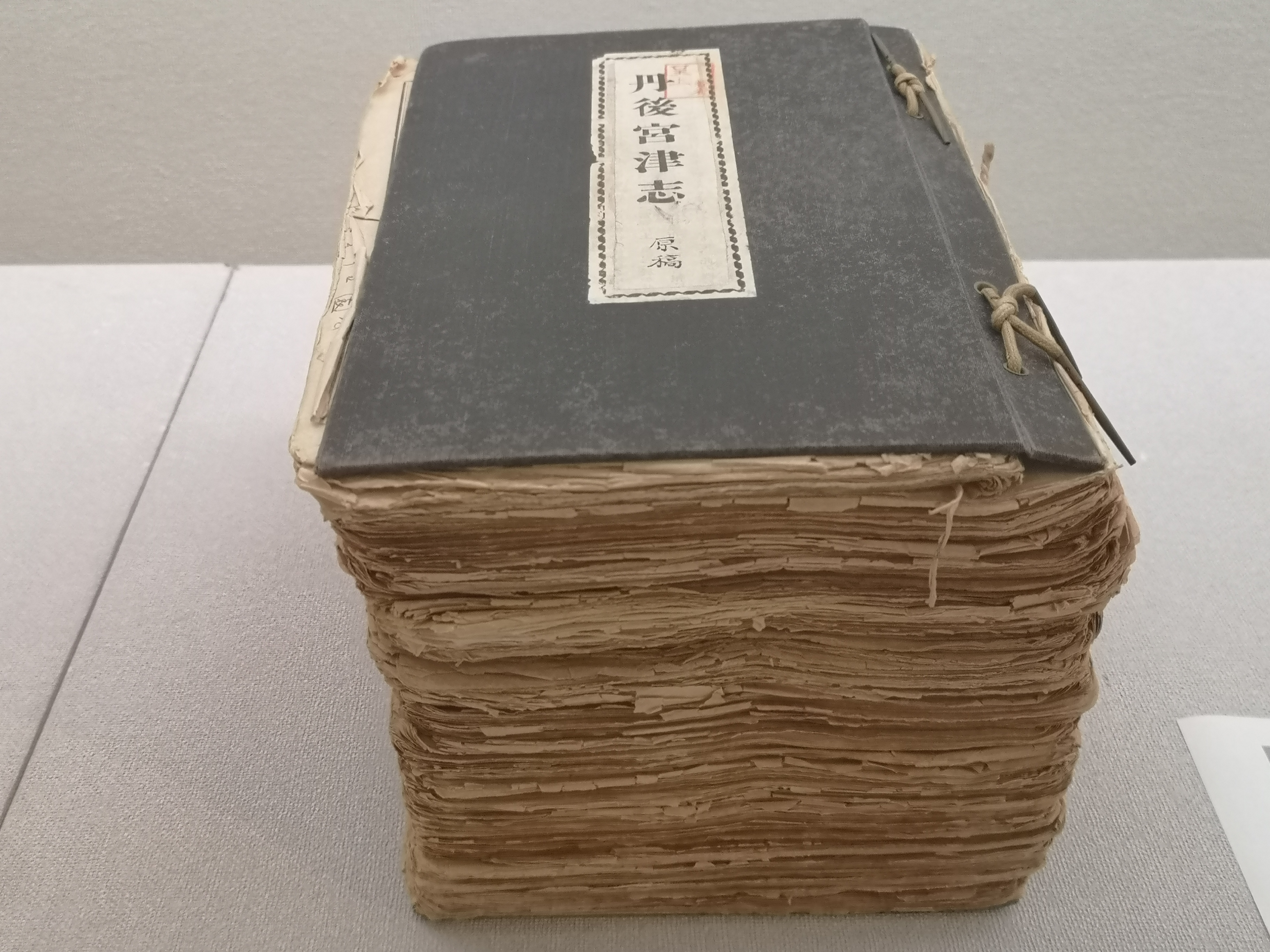
丹後宮津志（1926年）
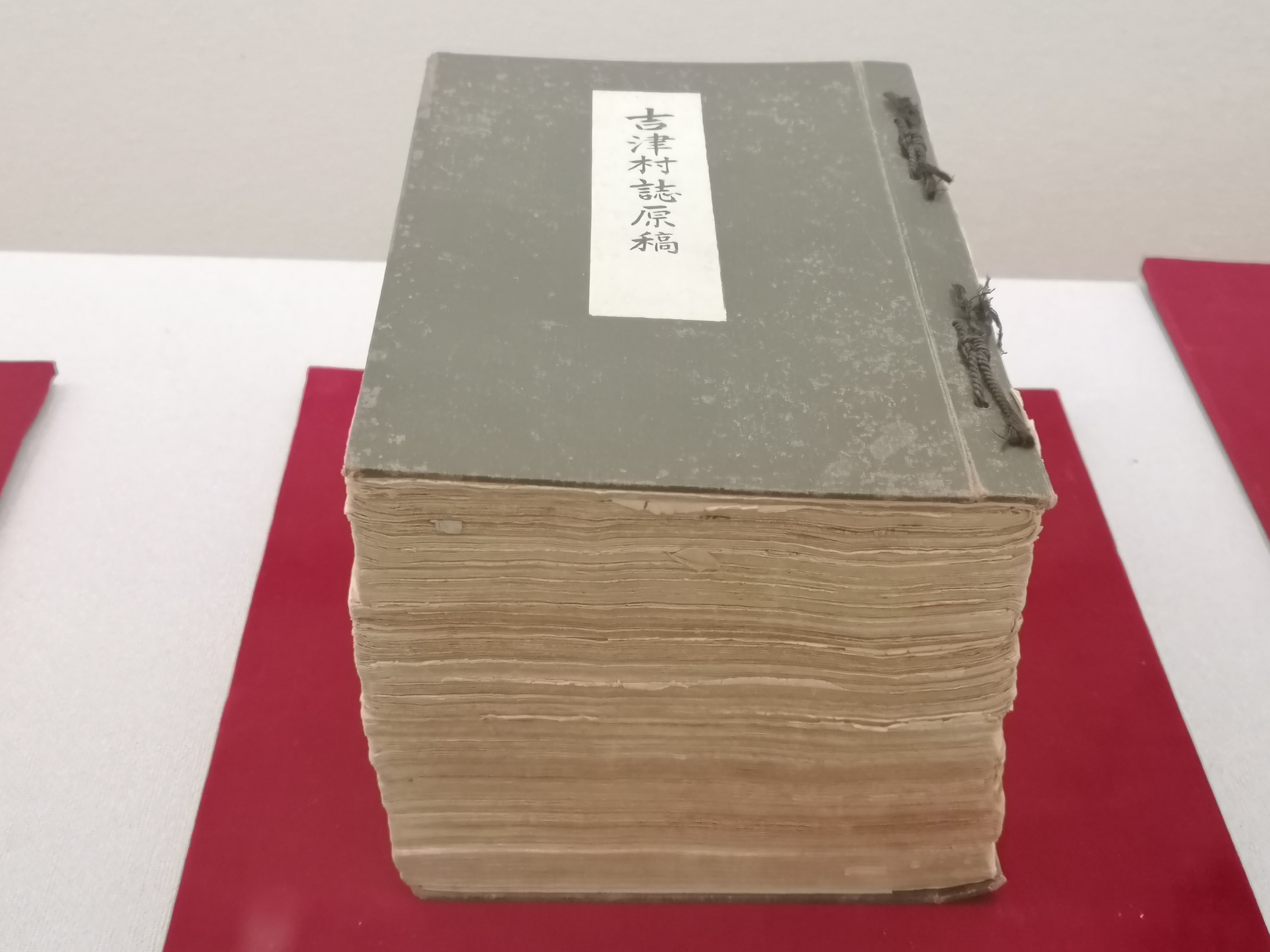
吉津村誌（1930年）
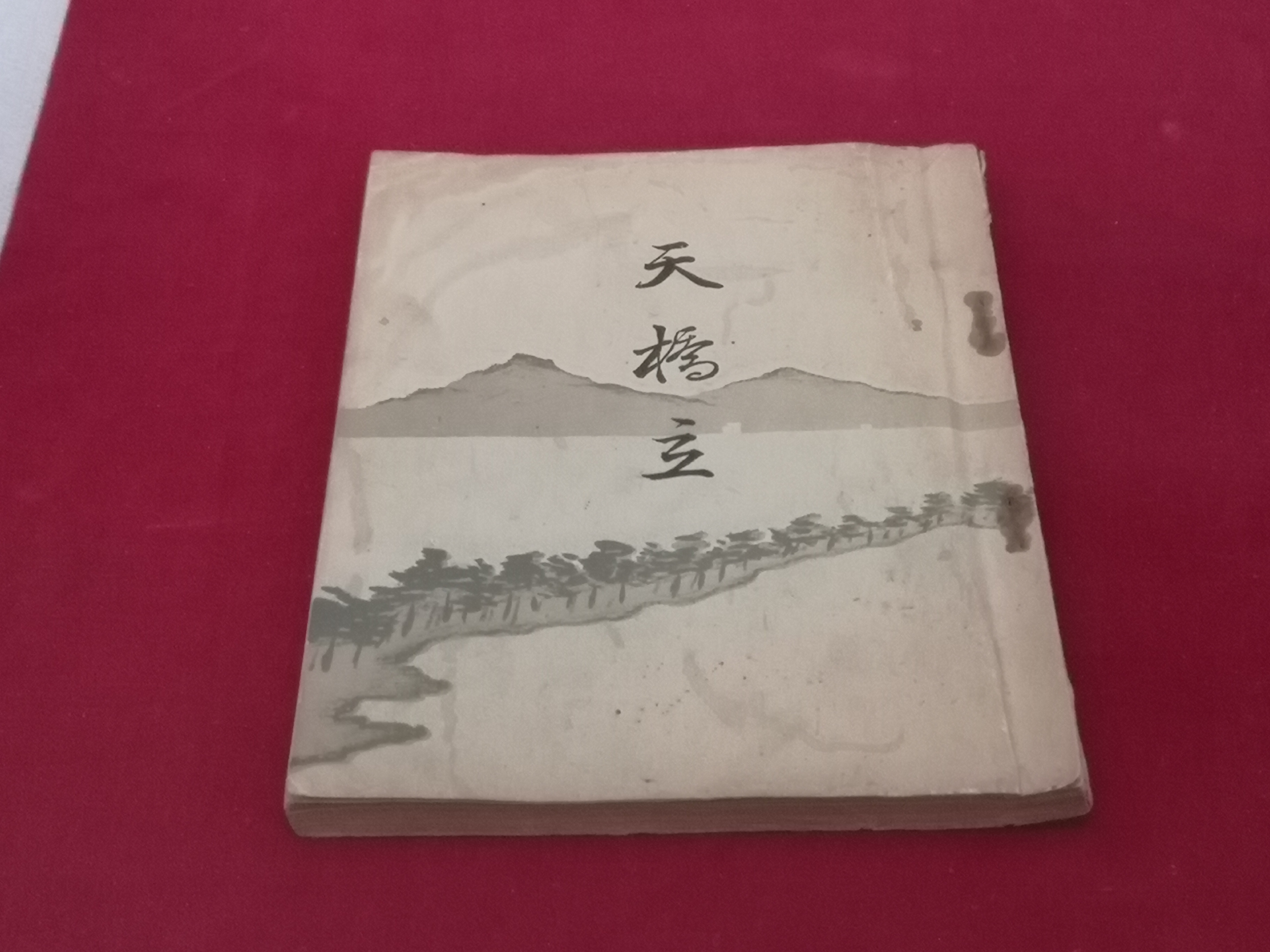
天橋立（1930年）
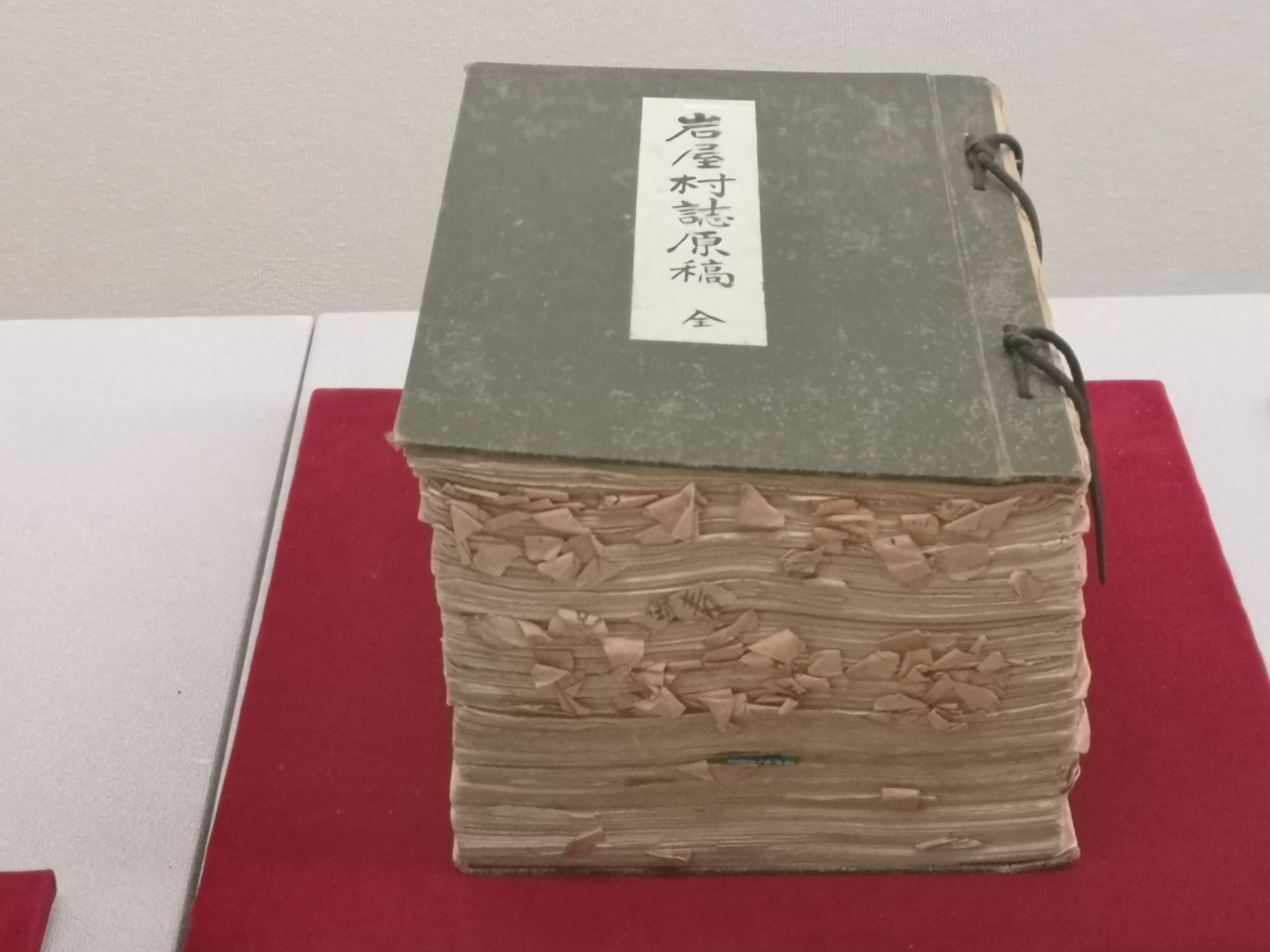
岩屋村誌（1932年）

### 史料
- 丹後史料叢書 - 1927年（昭和2年）11月。橋本信治郎、小室万吉と共編。5冊。
- 丹後地震誌 – 1929年（昭和4年）3月。400頁余。
- 丹後史料叢書（続編） - 1936年（昭和13年）5月。4冊。

### 雑誌論文

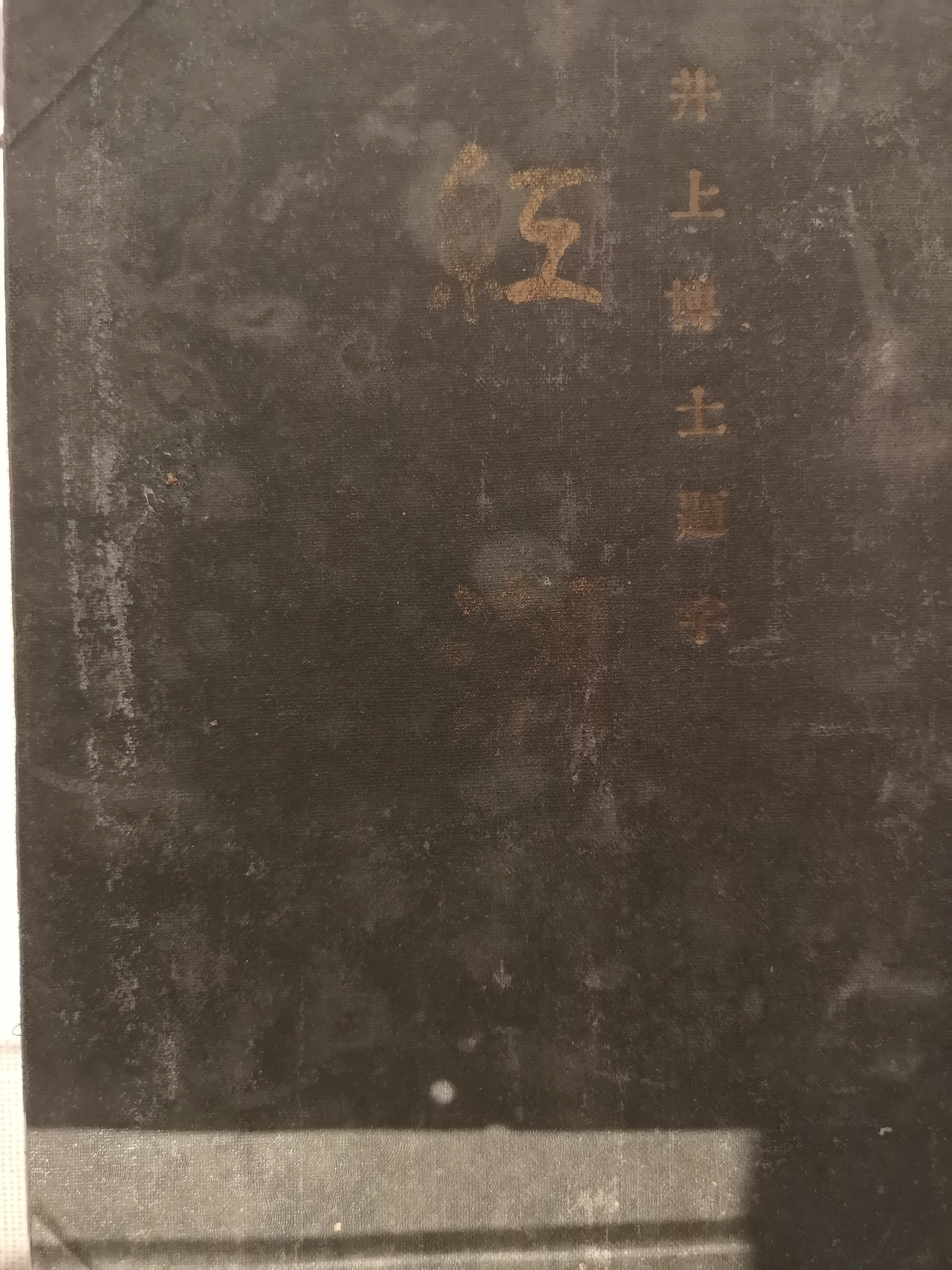
回覧雑誌『紅潮』に寄せた井上円了の題字

- 回覧雑誌『紅潮』 - 同人による月刊の回覧雑誌で、宇平は1915年（大正4年）8月から中心的に参加した。当初は口大野村で発行されていたが、宇平参加後は三重村の宇平宅が発行所となった。

このほか、『京都府震災林地復旧地誌』、『橋立汽船沿革誌』、『天橋立』及び『改定天橋立』などの著作や、社会経済史研究、古美術研究、石造物研究などに関する論文が多数あり、これらの多くが京丹後市立峰山図書館あるいは京都府立丹後郷土資料館で保管されている。

## 評価

### 人物
謹厳実直な人柄で知られ、服装は、宇平をよく知る中嶋利雄によれば袴や洋装は好まず、いつも着流しで羽織をまとっていたという。思想的には皇国史観にとらわれていたとみられる向きもある一方、歴史研究にとどまらず小作争議や入会裁判や田分けの問題を熱心に追究した宇平の視点は、つねに身近な弱者に寄り、その視野は広く低いところを見ていたと評される。左翼的な思想家の医師・太田典礼とは、思想的にはまったく相容れないながら親しく付き合い、太田が出資し宮津の小学校で郷土史研究会の総会を開いたこともあった。
永浜宇平は生涯で2度結婚をし、先妻とよとの間に娘2人、後妻のぶとの間に5男3女をもうけたが、長男次男はいずれも幼少時に亡くなり、四男五男も太平洋戦争で出兵し戦地で命を落とした。1914年（大正3年）生まれの三男・丞夫（つぐお）の記憶によれば、父・宇平はなにかを思いついたら昼でも夜中でも、泊まるあてもない他村や墓地へでもすぐさま歩いてでかけてしまう人だったという。家庭においても座るときはつねに正座で、家では書を読むよりも書くことのほうが多かったという。

### 業績
地方史家としては超人的とも評される量の論考を書き残し、丹後地方の郷土研究に多大な足跡を残した。
宇平の業績をまとめたものとして、宇平自身が1932年（昭和7年）に刊行した自伝『言行三束』のほか、生前に小室洗心が取材し『丹後縮緬』第225号に掲載された「丹後を語る（其の三十六）郷土史家永浜宇平氏」や、1941年（昭和16年）の宇平の没後すぐに刊行された龍灯社の『郷土と美術』8月号「永浜宇平追悼号」などがある。1971年（昭和46年）には没後30周年の慰霊祭が執り行われ、『永濱宇平さんの略伝』が刊行された。1980年（昭和55年）には、奥丹後地方史研究会が宇平の生誕100年を記念して『丹後の大郷土史家永浜宇平の業績と略歴』を出版した。
京都府立丹後郷土資料館は1984年（昭和59年）に特別展「丹後郷土資料と永浜宇平」を開催。また、京丹後市立丹後古代の里資料館では、宇平の没後70周年にあたる2011年（平成23年）と没後80周年にあたる2021年（令和3年）に記念展示「永浜宇平の生涯」を開催した。